# Mistlamp

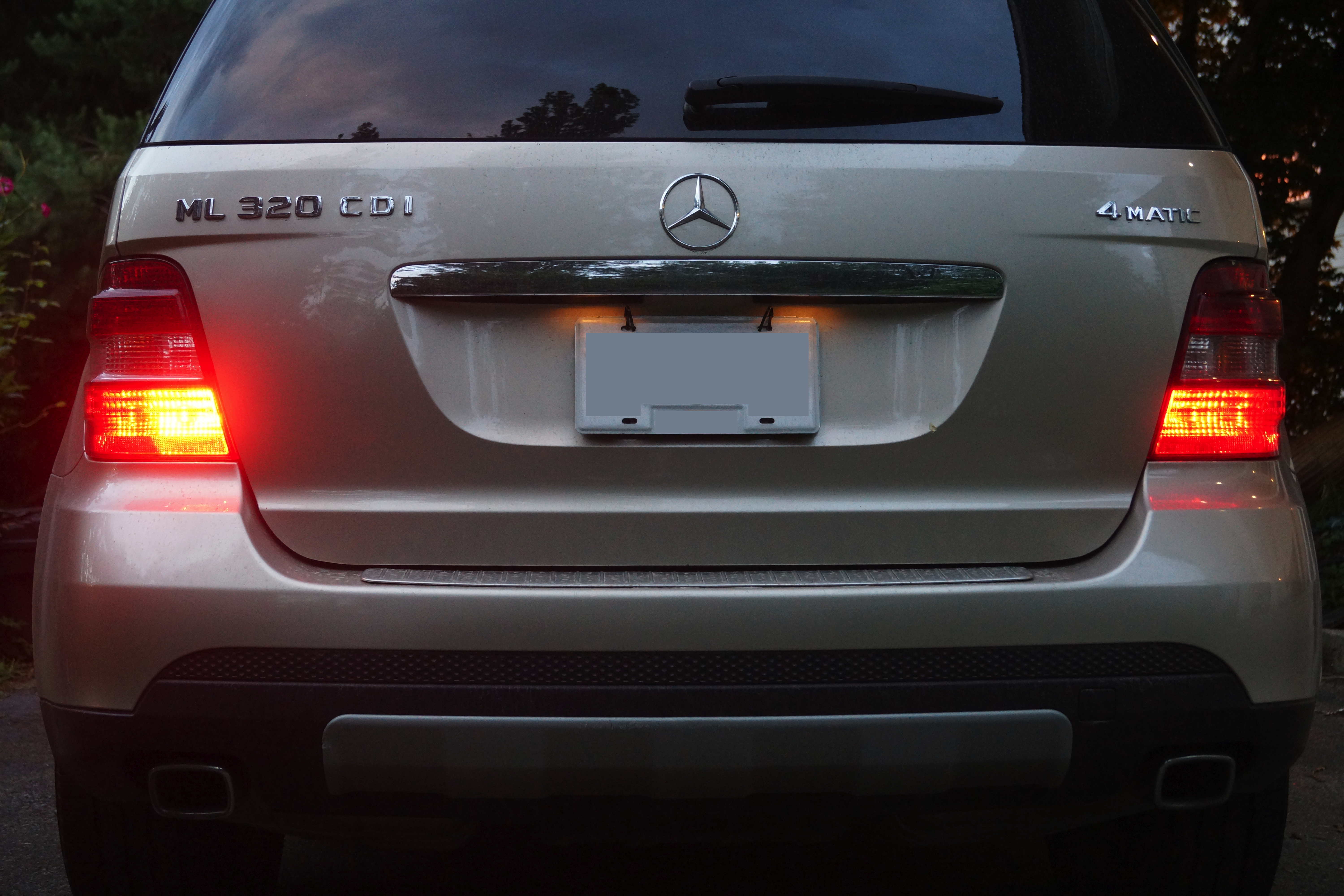
Mistachterlicht (links)

Een mistlamp of mistlicht is een lamp die gemonteerd is op een voertuig om te gebruiken bij zeer slecht zicht, bijvoorbeeld door mist, hevige regen of sneeuwval.
Mistlampen worden gebruikt om de zichtbaarheid te verbeteren opdat tegemoetkomende of achteropkomende bestuurders een voertuig eerder opmerken. Mistlampen aan de voorkant verbeteren daarbij nog het zicht van de bestuurder zelf. Aan de voorzijde bestaat de mistverlichting uit twee lampen die wit of geel licht uitstralen, aan de achterzijde uit één of twee lampen die helder rood licht uitstralen.
De mistlampen aan de voorkant worden sinds 2021 op steeds minder nieuwe auto's meegeleverd.

## Nederland

### Voertuigeisen
Personenauto's gebouwd na 31 december 1997, aanhangwagens en caravans moeten voorzien zijn van één mistachterlicht, geplaatst in het midden of links van het midden aan de achterzijde van het voertuig. Mistvoorlichten zijn niet verplicht.

### Gebruik
Mistvoorlicht mag gebruikt worden als door mist, sneeuw of regenval het zicht ernstig belemmerd is, dat wil zeggen minder dan 200 meter. Hierbij mag tevens dimlicht of stadslicht ingeschakeld zijn en 's nachts (buiten de bebouwde kom) ook groot licht. Mistvoorlicht mag ook als enige verlichting voor gebruikt worden. Het gebruik van mistvoorlicht onder weersomstandigheden waarbij het zicht niet beperkt is, bijvoorbeeld uit esthetische overwegingen, is niet toegestaan.
Mistachterlicht mag alleen gebruikt worden als door dichte mist of zware sneeuwval het zicht minder is dan 50 meter. 
In Nederland mag bij regen het mistachterlicht niet gebruikt worden, ook niet bij hevige regenbuien, aangezien reflectie het felle rode licht dan dusdanig versterkt dat de achterligger verblind wordt. Ook als men bij mist of zware sneeuwval in een stilstaande of zeer langzaam rijdende file terechtkomt moet het mistachterlicht uitgeschakeld worden wegens gevaar voor verblinding van achteropkomend verkeer.

## België

### Voertuigeisen
Alle personenvoertuigen en aanhangwagens ingeschreven voor dagelijks gebruik moeten één of twee rode mistachterlichten hebben. Ze moeten geplaatst zijn op een hoogte tussen 25 cm en 120 cm.
Voor voertuigen ingeschreven als oldtimer is dit enkel verplicht indien ze er origineel op waren voorzien.

### Gebruik
De mistvoorlichten mogen alleen gebruikt worden bij mist, sneeuwval of hevige regen. Ze mogen de andere voorlichten vervangen, of er gelijktijdig mee branden.
De mistachterlichten moeten gebruikt worden bij mist of sneeuwval die de zichtbaarheid verminderen tot minder dan 100 m en ook (in tegenstelling tot in Nederland) bij felle regen. Deze lichten mogen in geen andere omstandigheden gebruikt worden.